# Palazzo di Gio Battista Grimaldi (Via San Luca)

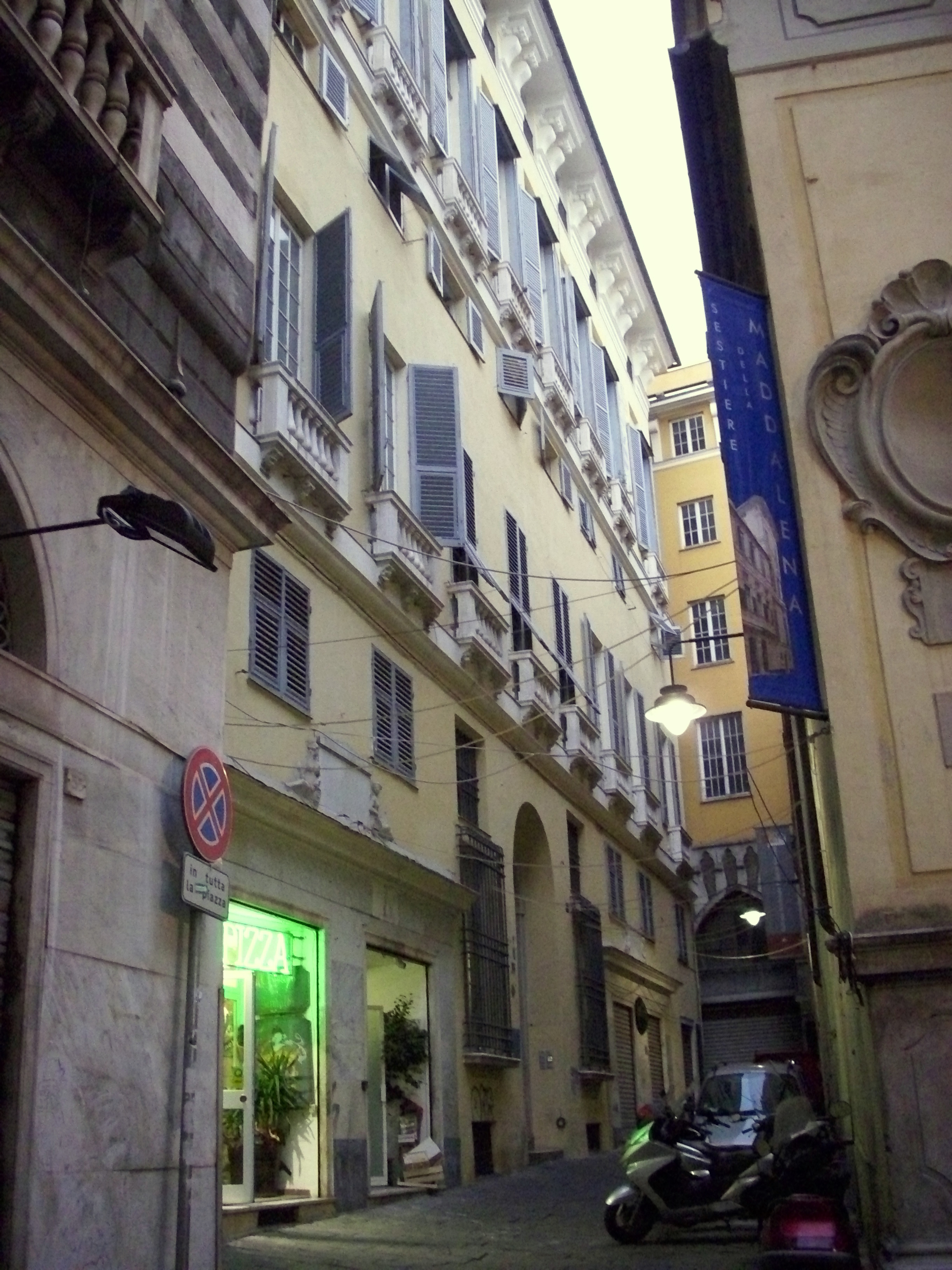
Ansicht vom Vico S. Luca

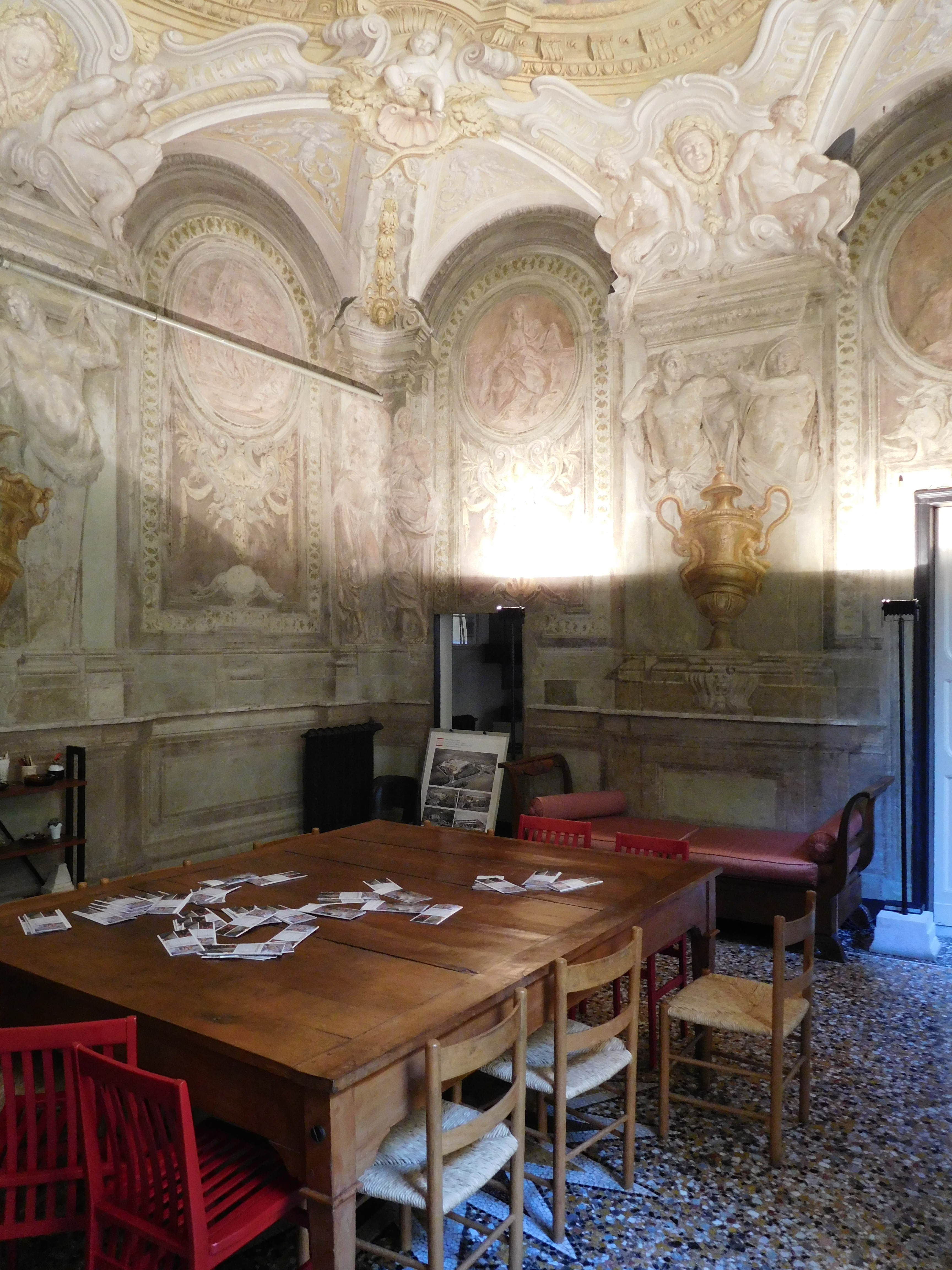
Fresken

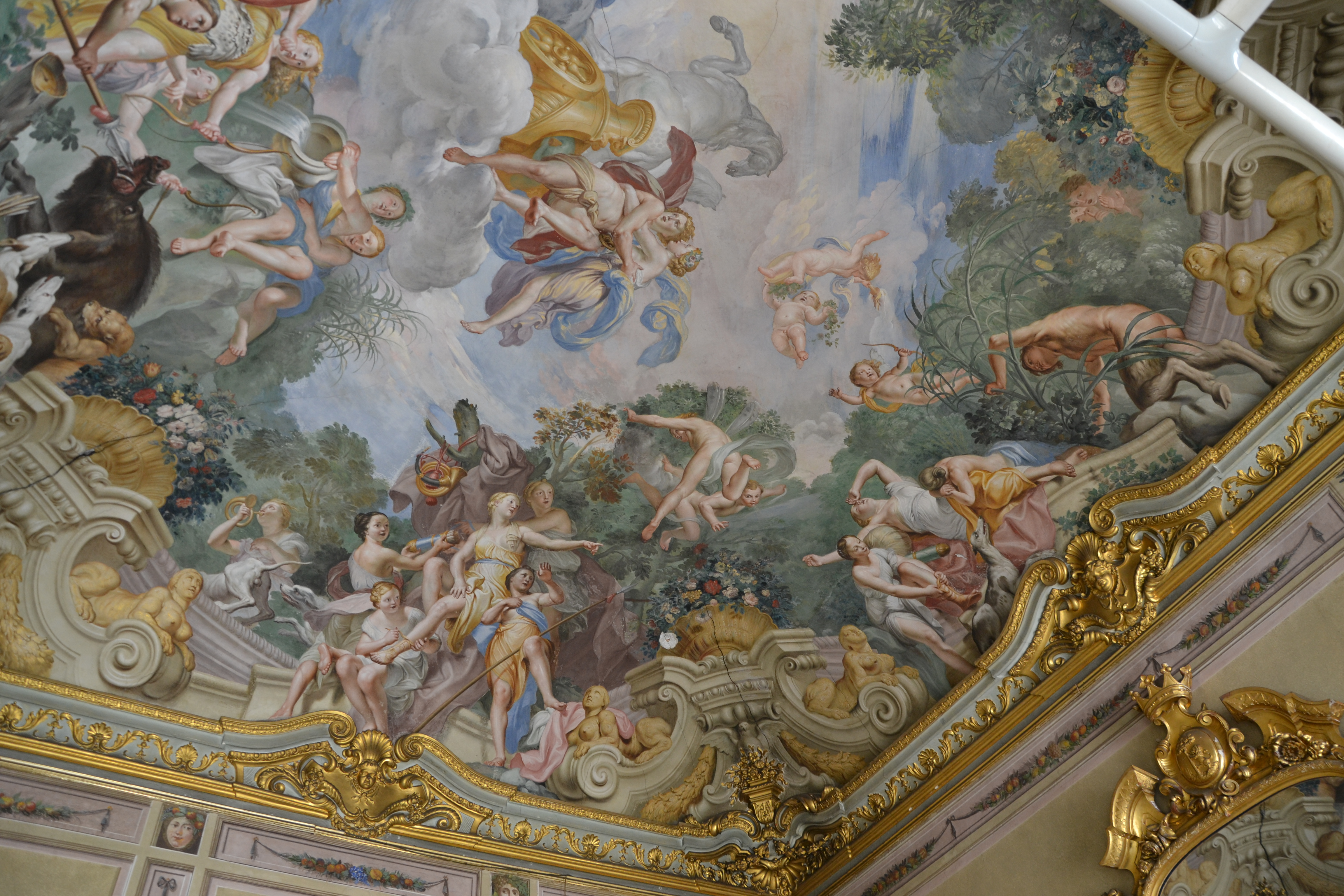
Diana-Fresko (Ausschnitt)

Der Palazzo di Gio Battista Grimaldi ist ein Stadtpalast in Genua, der Teil des Welterbes der Unesco „Genoa: Le Strade Nuove and the system of the Palazzi dei Rolli“ (deutsch: Genua: Le Strade Nuove und die Palazzi dei Rolli) ist. Das Gebäude liegt am Vico S. Luca 4.

## Geschichte
Der Palast entstand durch den Umbau von vier Häusern aus dem 13. Jahrhundert. Er wurde um 1610 von Marchese Giovanni Battista Grimaldi in Auftrag gegeben, der damit möglicherweise den Architekten Andrea Ceresola, genannt „Il Vannone“, beauftragte.
Als einer der Palazzi dei Rolli war er in allen Rolli von 1576 bis 1664 eingetragen. Nach deren Klassifizierung, den „bussoli“, zählte er immer zur Klasse zwei oder drei (zu den Einzelheiten dieser Eintragungen vergleiche hier). Das Gebäude ist auch in dem Werk von Peter Paul Rubens von 1622 über die Genueser Stadtpaläste dokumentiert.
Bis ins 18. Jahrhundert gehörte der Palazzo der Familie Grimaldi, in der Mitte des 18. Jahrhunderts befand er sich im Eigentum des Dogen Pier Francesco Grimaldi (1773–1775). 1865 ging er an die Familien Pratolongo und Brignole, zu Beginn des zwanzigsten Jahrhunderts an die Familie Rovereto und schließlich an die Familie Cattaneo Della Volta di Belforte über. Heute beherbergt der Palazzo di Gio Battista Grimaldi Wohnungen, Büros und Geschäfte.

## Gebäude
Die relativ schmucklose Fassade zur Vico di San Luca ist im Laufe der Jahrhunderte nahezu unverändert geblieben. Sie wird Bartolomeo Bianco zugeschrieben. Die geringe Tiefe des Grundstücks, das auch nicht sehr groß ist, erlaubte nur eine relativ sparsame Lösung des Atriums, von dem die Treppe zudem in einem Winkel von 90° abgeht. Das Erdgeschoss ist relativ hoch, weil es zur Straße hin immer als Lager- und Geschäftsraum genutzt wurde. Darüber liegen übereinander zwei Piani nobile, über denen jeweils noch ein Mezzaningeschoss eingefügt ist. Im ursprünglichen Dachbereich stand mittig ein Aufbau mit Dachterrasse. So stellte Rubens das Gebäude in seiner Publikation von 1622 vor. Im 19. Jahrhundert wurde das Gebäude erheblich umgebaut und heute ist es in Büroräume und Wohnungen unterteilt. Gleichwohl gibt es immer noch Räume mit interessanten Fresken: Im ersten Stock ist ein Salon erhalten, dessen Wände und Gewölbe im Auftrag von Luca Grimaldi, (Doge 1728–1730), vollständig mit Fresken von Lorenzo De Ferrari ausgestaltet sind (Die Gerechtigkeit mit den Insignien der Macht). Derselbe Maler war auch in weiteren Räumen tätig. In einem der Salons malte er eine Jagd der Diana und ein Deckengemälde Aurora und Kephalos. In derselben Wohnung befindet sich neben anderen Räumen mit Fresken aus dem 18. Jahrhundert auch eine kleine Kapelle mit Rocaillestuck.

## Bei Rubens
|  |  |  |